# مجمع‌الفصحاء
مجمعُ‌الفُصحاء (نگارش ۱۲۸۴ قمری) تذکرهٔ ادبی مفصلی از رضاقلی‌خان هدایت تبرستانی در شرح احوال و منتخباتی از اشعار ۸۶۷ شاعر در دو مجلد تدوین یافته است. نخستین مجلد به شرح حال شاهان و امیرانی که شعر سروده‌اند و شاعران متقدم تا سدهٔ هشتم قمری اختصاص یافته و در مجلد دوم ذکر احوال و آثار شاعران سده‌های بعدی و معاصر نویسنده تا ۱۲۸۴ فراهم آمده است. هدایت در نوشتن آن از بیشتر تذکره‌های شاعران سود جسته، اما اشتباهات آن‌ها را نیز تکرار کرده و اشتباهات دیگری نیز خاصه در ذکر تاریخ‌ها مرتکب شده است که بعضی از آن‌ها عجیب است. با این حال از آنجا که بزرگترین تذکرهٔ شاعران پارسی‌گوی است، از مآخذ بزرگ شعر فارسی به شمار می‌رود و بسیارند شاعرانی که جز در این تذکره نام و اثری از ایشان بر جای نمانده‌ است؛ همچنانکه قسمتی از اشعار بسیاری شاعران دیگر منحصراً در این اثر تذکره محفوظ مانده‌ است. نخستین بار در ۱۲۹۵ قمری و نسخهٔ منقحی به تصحیح مظاهر مصفا در سال ۱۳۳۶ تا ۱۳۴۰ خورشیدی در شش مجلد منتشر شد.

## منبع
- شریفی، محمد (۱۳۸۷).  محمد‌رضا جعفری، ویراستار. فرهنگ ادبیات فارسی‌. تهران: فرهنگ نشر نو و انتشارات معین. شابک ۹۷۸-۹۶۴-۷۴۴۳-۴۱-۸.